# Typhlomys cinereus
Il ghiro nano della Cina o tiflomio cinerino (Typhlomys cinereus Milne-Edwards, 1877) è un roditore della famiglia dei Platacantomidi, unica specie del genere Typhlomys (Milne-Edwards, 1877), diffuso in Cina e Indocina.

## Descrizione

### Dimensioni
Roditore di piccole dimensioni, con la lunghezza della testa e del corpo tra 67 e 100 mm, la lunghezza della coda tra 100 e 138 mm, la lunghezza del piede tra 19 e 23 mm, la lunghezza delle orecchie tra 14 e 17 mm e un peso fino a 32 g.

### Caratteristiche craniche e dentarie
Il cranio presenta una scatola cranica rotonda, le placche zigomatiche sono strette e rivolte in avanti, la bolla timpanica è piccola. Il palato presenta una serie di fori che si estendono oltre i fori palatali, posti tra le radici dei molari, i quali presentano una superficie occlusale composta da 5 pieghe oblique ciascuno.
Sono caratterizzati dalla seguente formula dentaria:

### Aspetto
La pelliccia è corta, densa e soffice. Il colore delle parti superiori è grigio-brunastro scuro, talvolta nerastro. Le parti inferiori sono grigiastre con la punta dei peli bianca nelle sottospecie cinesi, mentre la punta è giallo-brunastra in T.c.chapensis. Gli occhi sono piccoli, la vista è notevolmente ridotta. Le orecchie sono grandi e prive di peli. Le vibrisse sono lunghe e bianche. Le zampe anteriori sono bianche. I piedi sono stretti e bruno-grigiastri.  Il quinto dito è allungato. La coda è più lunga della testa e del corpo, è ricoperta di scaglie vicino alla base e densamente rivestita di lunghi peli nei due terzi terminali, spesso bianchi all'estremità. Le femmine hanno 2 paia di mammelle pettorali e 2 paia inguinali.

## Biologia

### Comportamento
È una specie arboricola. Si orienta attraverso l'ecolocalizzazione producendo vocalizzazioni con frequenza tra 50 e 100 kHz.

### Alimentazione
Si nutre di foglie, steli d'erba, frutta e semi.

### Riproduzione
Le femmine danno alla luce 2-4 piccoli alla volta.

## Distribuzione e habitat
Questa specie è diffusa nella Cina orientale e meridionale fino al Vietnam e probabilmente anche Laos.
Vive nelle foreste montane, particolarmente in boschi di bambù tra 360 e 2.200 metri di altitudine. Si trova anche in foreste disturbate vicino a foreste intatte, ma non in foreste secondarie.

## Tassonomia
Sono state riconosciute 5 sottospecie:
- T. c. cinereus: Vietnam settentrionale;
- T. c. chapensis (Osgood, 1932): Province cinesi del Fujian, Jiangxi, Zhejiang, Anhui;
- T. c. daoloushanensis (Wang & Li, 1996): Province cinesi del Sichuan meridionale, Guizhou settentrionale, Hubei sud-occidentale, Shaanxi meridionale, Gansu sud-orientale;
- T. c. guangxiensis (Wang & Chen, 1996): Provincia cinese del Guangxi;
- T. c. jingdongensis (Wu & Wang, 1984): Provincia cinese dello Yunnan.

## Conservazione
La IUCN Red List, considerata l'ampia distribuzione, la popolazione numerosa, la presenza in diverse aree protette e la tolleranza alle modifiche ambientali, classifica T.cinereus come specie a rischio minimo (Least Concern).

La Zoological Society of London, in base a criteri di unicità evolutiva e di esiguità della popolazione, considera T.c.chapensis una delle 100 specie di mammiferi a maggiore rischio di estinzione.

## Evoluzione
Recenti studi hanno differenziato due linee evolutive, entrambe diffuse in Cina: la prima originata nel tardo Miocene con la specie T.primitivus, attraverso la forma del Pleistocene T.intermedius fino alla forma odierna T.cinereus; la seconda originata sempre dal tardo Miocene con T.hipparionum ed estinta nel tardo Pliocene con T.macrourus.